# Vom Küssen und vom Fliegen
Vom Küssen und vom Fliegen ist ein deutscher Fernsehfilm von Hartmut Schoen. Die Komödie wurde vom Südwestrundfunk produziert und im Jahr 2000 erstmals ausgestrahlt.

## Handlung
Eine ländliche Kleinstadt im Süddeutschland der 1950er Jahre: Während im neuen Fernsehgerät der Familie die Übertragung des deutschen Siegs bei der Fußball-Weltmeisterschaft 1954 läuft, erleidet Daniel Finkbeiner, Inhaber einer kleinen Fabrik für Särge und Zubehör, einen Herzanfall. Noch im Krankenbett bestimmt er über das Erbe: Die Fabrik soll später derjenige seiner drei gerade erwachsenen Söhne Fritz, Kurt und Erwin übernehmen, der als Erster heiratet und dem Vater einen Enkel bringt.
Zwischen Kurt und Erwin entbrennt ein Wettbewerb darum, wer zuerst eine Frau bekommt. Unabhängig voneinander nehmen beide eine Beziehung zur jungen Sportlehrerin Maria Matuschek auf. Der schüchterne Kurt hat Erfolg bei ihr und Maria behauptet, von ihm schwanger zu sein. Dank der Auskünfte des Blumenmädchens Margot, bei dem diverse Aufträge für Sträuße einlaufen, stellt sich jedoch heraus, dass Maria auch gegenüber Erwin und weiteren Männern die Schwangerschaft vorgab, um Geld für eine angebliche Abtreibung zu kassieren.
Fritz, der älteste der drei Brüder, ist ein verträumter Außenseiter. Ihm wird nachgesagt, er habe „etwas am Kopf“. Die Kriegerwitwe Schmitz lässt sich durch erotische Abenteuer mit ihm trösten. Als Kellnerin arbeitet Petra Maier im Ort, während sie auf ihren im Krieg verschollenen Verlobten wartet. Als Fritz in der Kneipe von anderen Gästen erniedrigt wird, setzt Petra sich für ihn ein. So kommt sie zu den Finkbeiners, wo sie bald die Buchhaltung des Betriebs übernimmt. Mit Fritz teilt Petra den Traum vom Fliegen. Bei gemeinsamen Autofahrten tun sie, als würden sie fliegen, Fritz führt ihr sein selber gebasteltes Flugfahrrad vor.
Erwin, der in einem Textilunternehmen eine Lehre begonnen hat, wird von seiner Chefin zu einem Eheanbahnungs-Institut geschickt. In der Kartei findet er das Bild seiner gut aussehenden Kollegin Helga, die sich ihm gegenüber bisher sehr spröde verhalten hatte. Nur zögernd willigt sie in die Verlobung ein. Kurt und die Floristin Margot sind sich sympathisch, und auch sie kommen sich näher und verloben sich. Auf der Doppelhochzeit der beiden Paare betont Vater Daniel sein Interesse an baldigem Nachwuchs. Die beiden Ehefrauen widersetzen sich jedoch dem Kinderwunsch: Margot meint, die Sterne stünden ungünstig, Helga mag die körperliche Liebe nicht.
Den Fortgang der Geschichte trägt Kurt als Erzähler vor: Erwin wird erfolgreicher Textilunternehmer und lebt mit Helga in einer unterkühlten Ehe. Kurt und Margot trennen sich, Kurt gründet eine Rock-’n’-Roll-Agentur in Berlin, um Maria zu imponieren, die er nicht vergessen kann. Für den vom Vater ersehnten Nachwuchs sorgen die verliebten Fritz und Petra. Petra leitet den Betrieb der Finkbeiners und steuert mit Fritz an ihrer Seite ein echtes Flugzeug.

## Hintergrund
Die Figur des Sonderlings Fritz, der ein skurriles Flugfahrrad baut, ist inspiriert vom Flugapparatebauer Gustav Mesmer, über den Hartmut Schoen bereits den Kurzfilm Gustav Mesmer – Der Flieger (1981) und den Dokumentarfilm Gustav Mesmers Traum vom Fliegen (1983) gedreht hatte.

## Drehorte
Die Geschichte spielt in einer ungenannten Gemeinde im Nordschwarzwald. Als Orte der Umgebung werden im Film Dornstetten und Loßburg bei Freudenstadt sowie Stuttgart erwähnt. Gedreht wurde an verschiedenen Orten in Baden-Württemberg: Die meisten Straßenszenen sind in der Altstadt von Gernsbach aufgenommen. Als Wohnhaus der Finkbeiners diente das 1803 errichtete klassizistische Gebäude des Forstamts Kaltenbronn in der Gernsbacher Hauptstraße. Das Schulhaus ist die Schule in Bräunlingen. Der Kirchturm, von dem die Brüder über die Stadt blicken, ist ein Turm der Stadtkirche Freudenstadt. Die Stuttgarter Straßenszene wurde auf dem Bahnhofsplatz in Karlsruhe gedreht. Die Eisenbahnaufnahmen zeigen die südbadische Sauschwänzlebahn. Die Dachlandschaft mit Kuppeln, auf der Fritz und Petra während des Hochzeitsfestes zu sehen sind, gehört zum Friedrichsbad Baden-Baden. Außer den Städten Bräunlingen, Freudenstadt, Gernsbach und Karlsruhe sowie der Sauschwänzlebahn Blumberg wird im Abspann auch dem Landesmuseum für Technik und Arbeit Mannheim, dem Landesmuseum Kirchheim, dem Rundfunkmuseum Fürth und dem Straßenmuseum Germersheim für die Unterstützung gedankt. Nicht in die 50er Jahre passende Elemente des Straßenbilds wurden aufwändig überdeckt.

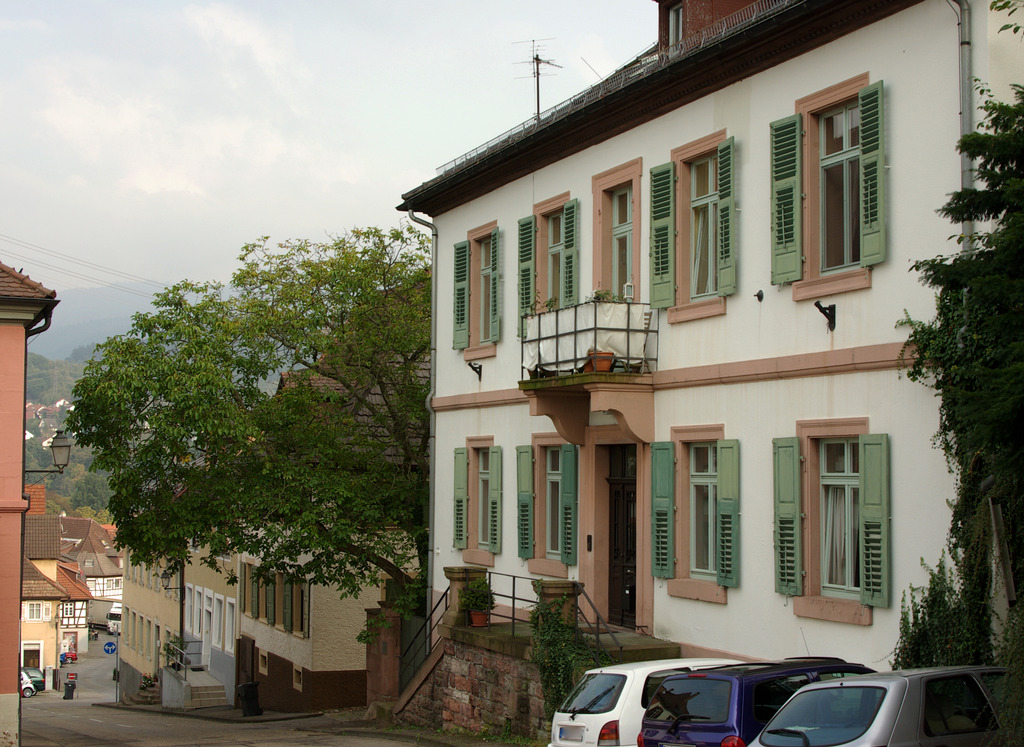
Das ehemalige Forstamt Kaltenbronn in Gernsbach (2009)
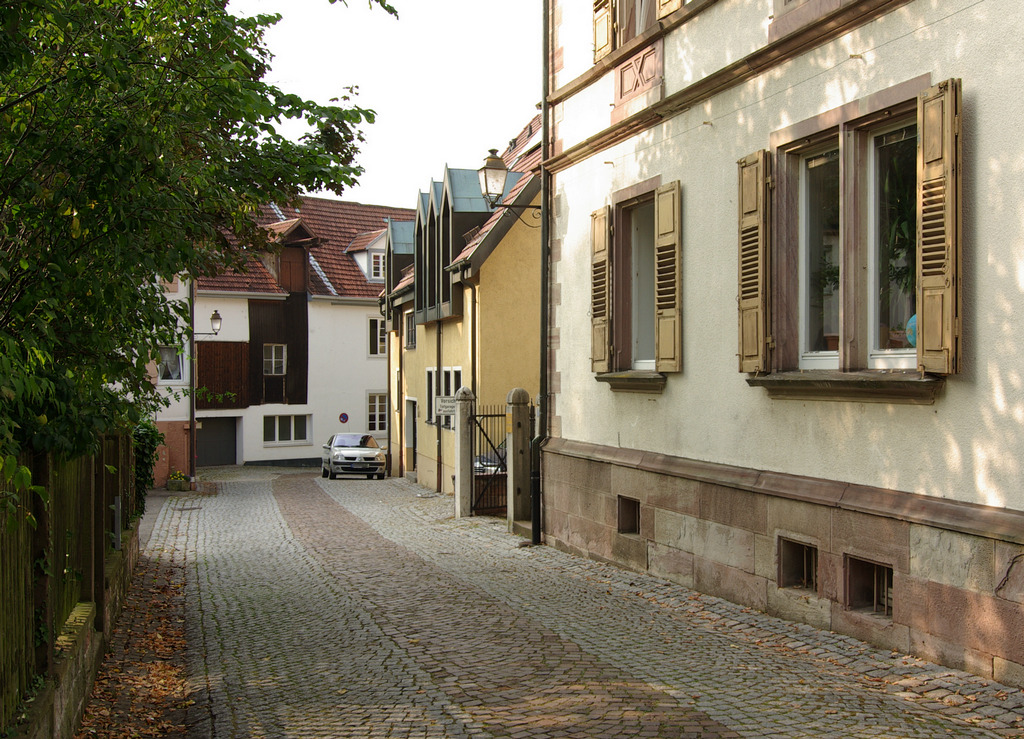
Drehort Ebersteingasse in Gernsbach (2009). Das postmodern renovierte Haus in der Bildmitte wurde für die Dreharbeiten hinter einem hölzernen Baugerüst und Planen versteckt.

## Kritiken
Spiegel Online meint, der Regisseur habe einen „schicken Kostümfilm“ gestalten wollen. Die „perfekt besetzten Schauspieler“ brächten die „Leichtigkeit des Seins“ auf den Bildschirm, der Film ließe sich „ohne Bauchschmerzen genießen“.
Die Fernsehzeitschrift Prisma nennt den Film „sehenswert“. Es sei „ein märchenhaft-heiterer Abgesang auf eine vergangene Zeit“, die in der Rückschau gerne verklärt werde. Die jugendliche Schauspielergarde und ein augenzwinkernder Regisseur verhinderten, dass der Abgesang bloß rührselig ausfalle.
Laut TV Spielfilm sei der Film ein „liebevolles Märchen mit Humor und Herz“.

## Auszeichnungen
Vom Küssen und vom Fliegen erhielt Nominierungen zum Wettbewerb des Fernsehfilm-Festivals Baden-Baden 2000 und zum Adolf-Grimme-Preis 2001 in der Kategorie Fiktion/Unterhaltung. Beim Deutschen Fernsehpreis 2000 gewannen Jörg Höhn (Szenenbild) und Gudrun Schretzmeier (Kostümbild) den Preis für die beste Ausstattung. Die Produzentin Susan Schulte erhielt beim Filmfest München 2000 den VFF TV-Movie Award für den besten deutschen Fernsehfilm.